# Грабський Марат Никифорович

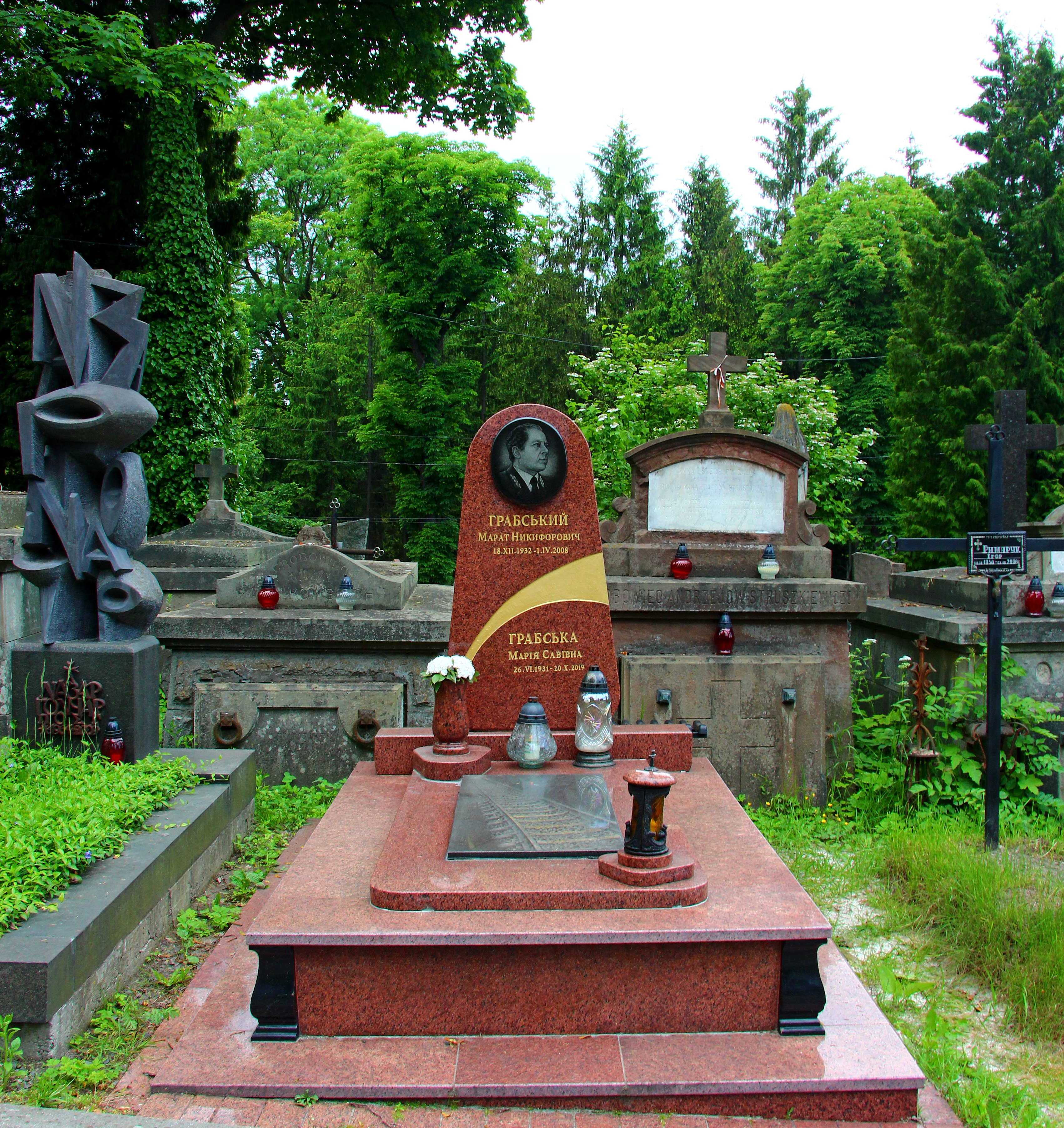

Марат Никифорович Грабський (нар. 18 грудня 1932, село Лучинець, тепер Мурованокуриловецький район, Вінницька область, Українська РСР, СРСР — 1 квітня 2008, Львів, Україна) — український радянський діяч, начальник Львівської залізниці. Депутат Верховної Ради УРСР 11-го скликання.

## Біографія
Закінчив Дніпропетровський інститут інженерів залізничного транспорту імені Калініна.
Член КПРС з 1953 року.
У 1957—1962 роках — помічник машиніста тепловоза, майстер, старший майстер, машиніст, головний інженер локомотивного депо Казалінськ Кзил-Ординської області Казахської залізниці.
У 1962—1965 роках — приймальник локомотивів, головний інженер депо Тернопіль.
У 1965—1969 роках — головний інженер Тернопільського відділка Львівської залізниці.
У 1969—1972 роках — головний інженер Львівської залізниці.
У 1972—1984 роках — начальник Львівського відділка Львівської залізниці.
У 1984—1993 роках — начальник Львівської залізниці.
Був членом Ради Укрзалізниці, віце-президентом з експортно-імпортних справ. Працював представником Укрзалізниці в Словацькій Республіці.
Похований на 78 полі Личаківського цвинтаря.

## Нагороди
- ордени
- медалі
- почесний залізничник